# Pallassos sense Fronteres

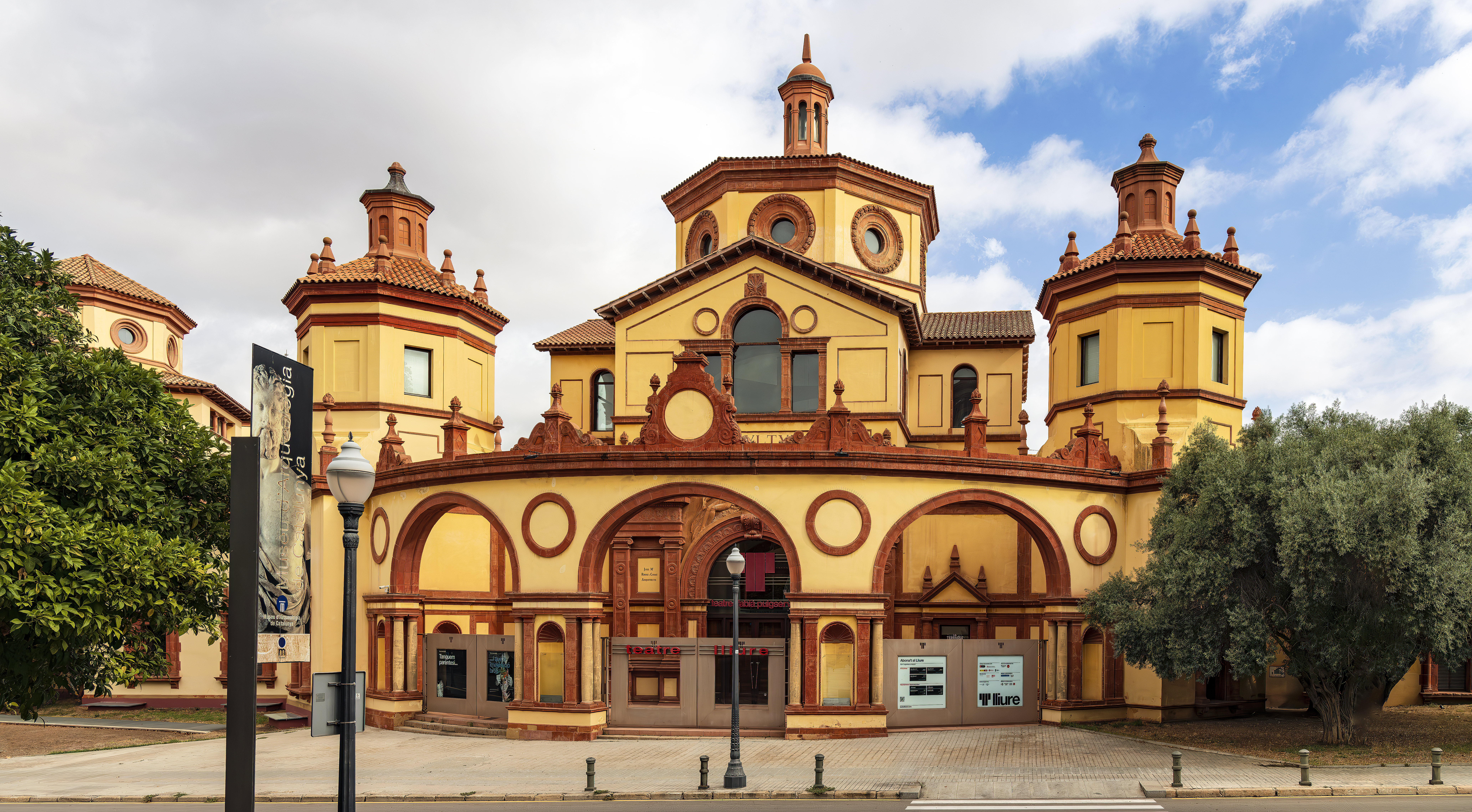
Seu de pallassos sense fronteres

Pallassos sense Fronteres és una organització no governamental catalana de pallassos, d'àmbit internacional i sense ànim de lucre, fundada a Barcelona el 1993 per un col·lectiu d'artistes procedents del món de les arts escèniques. El seu objectiu és actuar en zones de conflicte o exclusió, a fi de millorar la situació psicològica a les poblacions refugiades i zones de conflictes i guerra, així com sensibilitzar la societat sobre la situació de les poblacions afectades i promoure actituds solidàries.
Ha estat present en molts llocs amb conflictes bèl·lics, com a Iugoslàvia, Palestina, l'est de la República Democràtica del Congo, Algèria, Líban, Jordània, Moçambic, Costa de Marfil, Namíbia, etc.

## Premis
- Premi Pere Casaldàliga a la Solidaritat (2008)